# 查尔斯·威尔克斯
查尔斯·威尔克斯（英語：Charles Wilkes，1798年4月3日—1877年2月8日），是美国海军军官，船长和探险家。他领导了1838-1842年的美国探险队。他的行为导致军事法庭的两项定罪，一项定罪源于1840年对马洛洛（Malolo）屠杀了近80名斐济人。